# ريتشارد إن ريتشاردز
ريتشارد إن ريتشاردز (بالإنجليزية: Richard N. Richards)‏ (و. 1946 – م) هو ضابط، ورائد فضاء من الولايات المتحدة الأمريكية . ولد في كي ويست، فلوريدا .

## ريادة الفضاء
شارك في المهمات الفضائية:
- STS-28
- STS-50
- STS-41
- STS-64.

## الخدمة العسكرية
خدم في بحرية الولايات المتحدة.

## جوائز
حصل على جوائز منها:
- جائزة الشجاعة طيران.